# Villa Juana
Villa Juana es junto a Villa Consuelo y Villa Francisca uno de los tres barrios surgidos después del paso del ciclón San Zenón que destruyó la ciudad de Santo Domingo en 1930. En la actualidad se ha convertido en un emblemático sector de la capital dedicado en su mayoría al comercio, aunque a diferencia de su colindante Villa Consuelo este barrio es mucho más residencial. Es un referente histórico, social y cultural del desarrollo de la capital de la República Dominicana.

## Historia
El nombre de "Juana" se origina por la descendiente de Cubanos Juana Battle Rojas que se casó con Buenaventura Peña en el año 1900, este último se dedicó a la venta de terrenos para residencias junto a su socio Emilio Tejera Bonetti con la empresa Compañía de Inversiones Urbanas, ellos vendían los terrenos donde hoy se ubica Villa Juana y que en ese entonces eran conocidos como Las Arras o Los Potreros de Venturita. Buenaventura Peña enfermó gravemente en 1946 y su esposa sorpresivamente murió antes que este. Finalmente los hijos de la pareja, Manuel Arturo y Osvaldo José fundaron el Reparto Villa Juana el 11 de julio de 1947 por ordenanza de la Sala Capitular del Ayuntamiento del Distrito Nacional (en ese entonces de Santo Domingo).
Rafael Leónidas Trujillo exigió personalmente que las calles fueran anchas, con aceras amplias para que se permitiera la siembras de árboles, además, dejar una manzana completa para la construcción de una escuela, la cual llevaría por nombre "Escuela República Dominicana", para convertirla en la más grande del sistema educativo público dominicano, quiso hacer de Villa Juana un proyecto personal.

## Características
La barriada fue desarrollada durante la efervecencia de la dictadura de Rafael Leónidas Trujillo Molina por lo que es uno de los pocos barrios o sectores de la ciudad de Santo Domingo que están diseñados y planificados, a diferencia de la gran mayoría que simplemente eran poblados y urbanizados de forma rudimentaria sin seguir ningún tipo de normativa. La distribución del barrio forma cuadrículas que a su vez forman manzanas y estas a su vez forman cuadras, lo que ha permitido que al día de hoy a pesar de su alta densidad poblacional y comercial, sea un área relativamente fácil de acceder y transitar. Villa Juana es uno de los barrios con la mayor cantidad de amenidades para sus residentes de las cuales se destacan:
- 17 iglesias
- 1 Fiscalía Barrial
- 1 Correccional de menores
- 1 Destacamento
- 5 Supermercados
- 4 Escuelas Públicas
- 15 Colegios Privados
- 14 juntas de vecinos
- Club Mauricio Báez,[6] Club Villa Juana, Centro Cultural Domingo Savio, Centro Cultural Narciso González, Club 2000, Centro Cultural Mauricio Báez, Club Deportivo Mauricio Báez, entre otros.
- Lugares emblemáticos como "El palacio de los yaniqueques de Ludovino" “D’Berta Empanadas y "Pescadería Comedor Mora"
- Consejo de desarrollo comunitario de Villa Juana

### Personalidades distinguidas
- Leonel Fernández
- Alejandro Moncion
- Johnny Ventura
- Bolívar Valera